# Liste der Baudenkmale in Warlitz
In der Liste der Baudenkmale in Warlitz sind alle Baudenkmale der Gemeinde Warlitz (Landkreis Ludwigslust-Parchim) und ihrer Ortsteile aufgelistet (Stand: Januar 2021).

## Warlitz
| ID | Lage                    | Bezeichnung                           | Beschreibung | Bild           |
| -- | ----------------------- | ------------------------------------- | --- | -------------- |
|    | Hauptstraße 11 (Karte)  | Wohnhaus                              | |                |
|    | Hauptstraße 15 (Karte)  | Wohnhaus                              | |                |
|    | Hauptstraße 21 (Karte)  | Wohnhaus                              | |                |
|    | An der Kirche 1 (Karte) | Wohnhaus                              | |                |
|    | An der Kirche 2 (Karte) | Wohnhaus                              | |                |
|    | An der Kirche 4 (Karte) | Wohnhaus                              | |                |
|    | Hauptstraße 23 (Karte)  | ehemalige Schule (ehemalige Molkerei) | |                |
|    | (Karte)                 | Kirche mit Trockenmauer               | Geputzte Barockkapelle von 1769 aus Feldstein; Gutsbesitzer Maximilian von Schütz errichtete dazu die Familiengruft zum Gedächtnis des erlöschenden Familienzweigs; einzige Stein-Orgel in Mecklenburg. | Weitere Bilder |

## Goldenitz
| ID | Lage                  | Bezeichnung                              | Beschreibung | Bild                                     |
| -- | --------------------- | ---------------------------------------- | --- | ---------------------------------------- |
|    | Dorfstraße 43 (Karte) | Schloss mit Park und ehemaligem Marstall | Zweigeschossiges Herrenhaus im Tudorstil von 1860 mit Marstall von 1864 nach Plänen von Heinrich Thormann; nach 1945 bis um 1990 Berufsschule; ab 2013 Umbau zum Wohnhaus. | Schloss mit Park und ehemaligem Marstall |

## Ehemalige Denkmale

### Goldenitz
| ID | Lage                     | Bezeichnung               | Beschreibung | Bild          |
| -- | ------------------------ | ------------------------- | ------------ | ------------- |
|    | Dorfstraße 26/28 (Karte) | Wohnhaus 1879             |              | Wohnhaus 1879 |
|    | Dorfstraße 30/32 (Karte) | Wohnhaus 1879             |              |               |
|    | Dorfstraße 34/36 (Karte) | Wohnhaus 1881             |              |               |
|    | Dorfstraße 68 (Karte)    | ehemaliges Bahnwärterhaus |              |               |